# Cerastium illyricum
Cerastium illyricum là loài thực vật có hoa thuộc họ Cẩm chướng. Loài này được Ard. mô tả khoa học đầu tiên năm 1764.